# Orde van de IJzeren Kroon (Koninkrijk Italië)

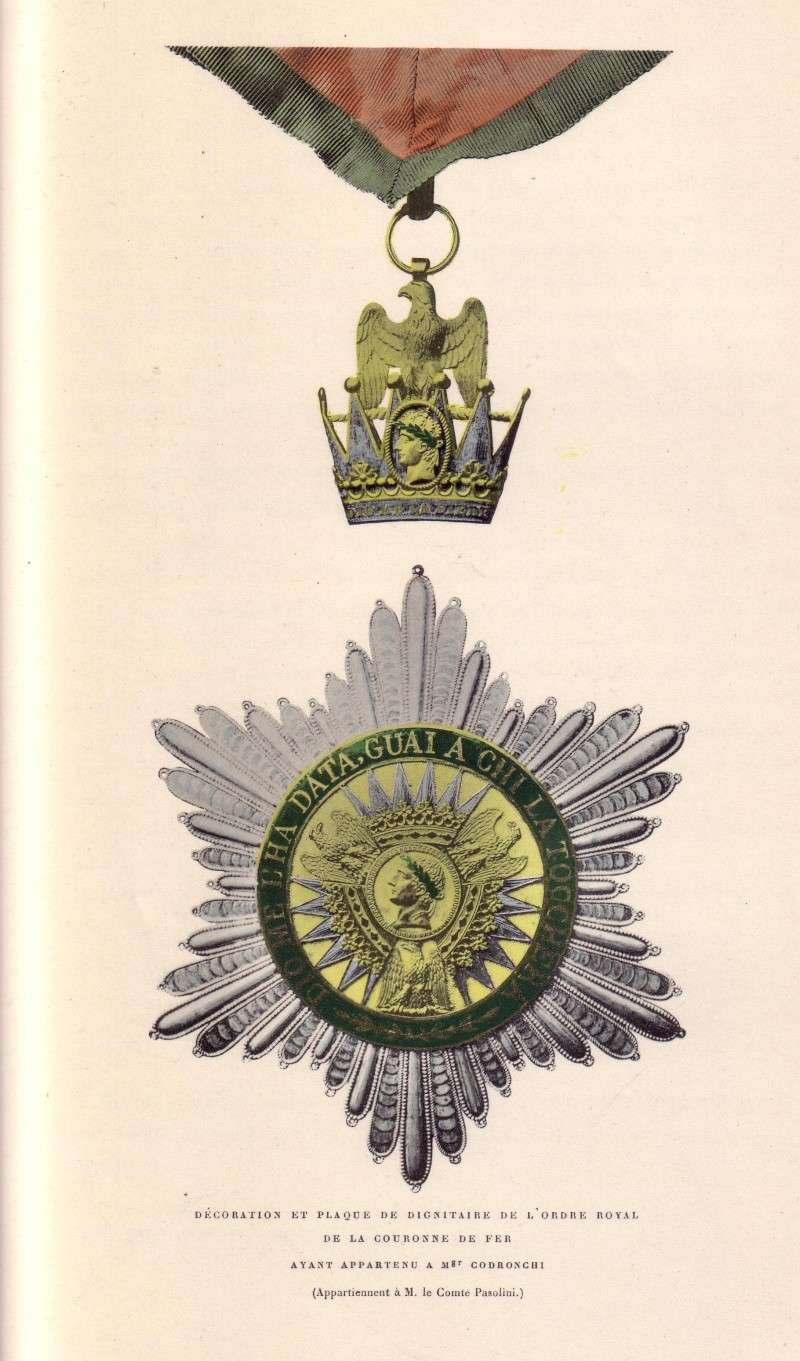
versiersel en ster

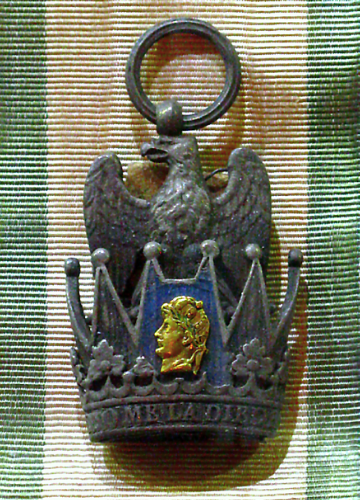
versiersel

De Orde van de IJzeren Kroon (Italiaans: Ordine della Corona Ferrea, Frans: Ordre de la Couronne de fer) was een orde van verdienste van het Koninkrijk Italië dat in 1805 door Napoleon I Keizer der Fransen, Koning van Italië werd gesticht. De nieuwe staat ontbeerde een moderne orde van verdienste en Napoleon die graag bij een bijna mythisch verleden aanknoopte koos voor de in Monza bewaarde IJzeren Kroon van de Longobarden als symbool van zijn koninklijk gezag.  
De orde behoort tot de in de faleristiek onderscheiden groep van Napoleontische Orden. Dit waren de eerste moderne orden van verdienste die ongeacht de godsdienst van de decorandus voor alle verdienstelijke burgers en militairen, ook onderofficieren en soldaten, openstonden. De oudere orden waren gereserveerd voor edellieden en men nam vrijwel overal geen ridder op die een andere godsdienst dan de Grootmeester van de orde zelf beleed.
De orde werd op 6 juni 1805 in Milaan ingesteld. Eerder had Napoleon in Frankrijk het Legioen van Eer ingesteld maar dat was officieel geen ridderorde. 

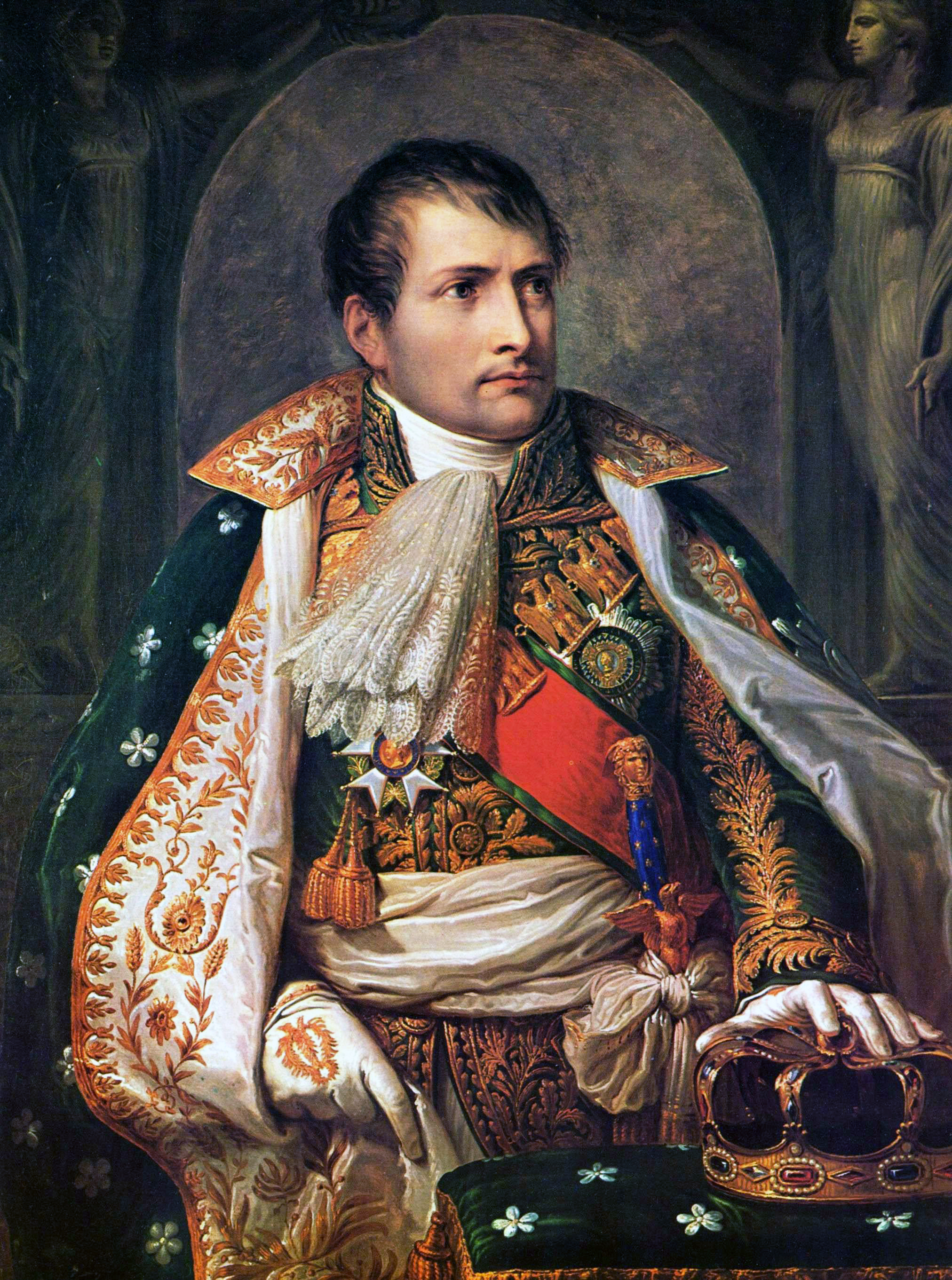
Napoleon I Koning van Italië, geschilderd door Andrea Appiani (1805)
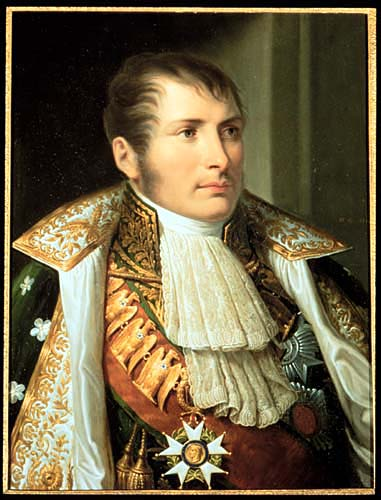
Eugène de Beauharnais, Onderkoning van Italië geschilderd door Andrea Appiani (1810)
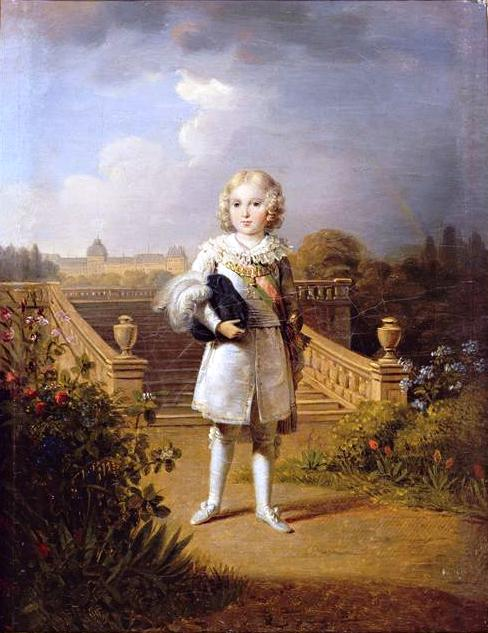
Napoleon II als Koning van Rome in de Jardin des Tuileries, geschilderd door Georges Rouget

In 1852 greep Napoleon III van Frankrijk terug op de herinnering aan de Orde van de IJzeren Kroon door hetzelfde lint te kiezen voor zijn nieuw ingestelde Médaille militaire. 